# Ван Юань
Ван Юань (кит. 王元, пиньинь Wáng Yuán; 29 апреля 1930,  Ланьси (Цзиньхуа)  — 14 мая 2021, Пекин) — китайский математик, известный своим вкладом в проблему Гольдбаха, академик и руководитель Института математики Китайской академии наук,  президент Китайского математического общества.

## Биография
Ван поступил в университет, который в настоящее время после реорганизаций называется Чжэцзянский университет), и в 1952 году окончил математический факультет. Затем он получил должность в Институте математики Китайской академии наук.
В 1966 году карьера Вана была прервана Культурной революцией. До 1972 года он был лишён возможности работать, подвергался преследованиям и допросам.
В 1978 году Ван вернулся к работе в Институте математики Китайской академии наук. В 1980 году он был избран академиком Китайской академии наук. В 1988–1992, он был президентом Китайского математического общества. Ван также некоторое время работал в Соединенных Штатах: посетил Принстонский университет и преподавал в Колорадском университете.

## Научная работа

### Теория чисел
Исследования Вана были сосредоточены в области теории чисел, особенно на проблеме Гольдбаха, и диофантовых уравнениях, для которых он получил ряд важных результатов.

### Численное интегрирование и статистика
Разработал многомерные комбинаторные схемы для численного интегрирования на единичном кубе. На эту работу обратил внимание статистики, поскольку полученные результаты можно использовать при планировании экспериментов. В частности, их  можно было бы использовать для исследования взаимодействия, например, в полном факторном эксперименте. Созданные Ваном «унифицированные конструкции»  использовались в компьютерном моделировании.

### Книги
- Wang Yuan. Diophantine equations and inequalities in algebraic number fields (англ.). — Berlin: Springer-Verlag, 1991. — ISBN 9783642634895. — doi:10.1007/978-3-642-58171-7.
- Wang Yuan. Selected papers of Wang Yuan (англ.). — Singapore: World Scientific, 2005. — ISBN 9812561978.
- Fang Kai-Tai, Wang Yuan. Number-theoretic methods in statistics (англ.). — CRC Press, 1993. — Vol. 51. — (Chapman and Hall Monographs on Statistics and Applied Probability). — ISBN 0412465205.